# أنطونين رايموند
أنطونين رايموند (بالتشيكية: Antonín Raymond) هو مهندس معماري تشيكي، ولد في 10 مايو 1888 في كلادنو في التشيك، وتوفي في 21 نوفمبر 1976 في لانغهورن في الولايات المتحدة. ولد ريموند في بوهيميا (جزء من جمهورية التشيك حاليًا) ودرس هناك، وعمل لاحقًا في الولايات المتحدة واليابان. عمل ريموند كذلك قنصل تشيكوسلوفاكيا في اليابان من 1926 إلى 1939، عندما أُغلقت الدبلوماسية التشيكية بعد تعرض الدولة الأوروبية لاحتلال ألمانيا النازية.
ساهم عمل ريموند الأول مع المهندسين المعماريين الأمريكيين كاس غيلبرت وفرانك لويد رايت في منحه نظرة ثاقبة حول استخدام الخرسانة للمباني والمنشآت التي عمل على تحسينها طوال مسيرته المهنية التي دامت ستة عقود.
تدرب في استوديوهات خاصة في نيو هوب وبنسلفانيا وطوكيو، حيث استكشف تقنيات البناء اليابانية التقليدية وأحدث ابتكارات البناء الأمريكية. طبق ريموند هذه المبادئ على الكثير من المشاريع السكنية والتجارية والدينية والمؤسسية في اليابان وأمريكا والهند والفلبين.
اعتُبر ريموند أحد آباء العمارة الحديثة في اليابان، إلى جانب المهندس المعماري البريطاني يوشيا كوندر.

## السيرة الذاتية
ولد ريموند في 10 مايو 1888، في كلادنو، بوهيميا الوسطى (جمهورية التشيك حاليًا) لوالديه ألويس ريمان، وهو يهودي من أصل ألماني، وزوجته روزينا، وهي كاثوليكية. في عام 1905، انتقلت العائلة إلى براغ بعد وفاة والدة ريموند وإفلاس متجر والده. التحق ريموند بمدرسة ريلني الداخلية (مدرسة ثانوية تهدف إلى نشر المزيد من العلوم التقنية والعملية) في كلادنو، ثم واصل دراسته في مدرسة مماثلة في براغ.
في عام 1906، التحق ريموند بمعهد البوليتكنيك التشيكي، ودرس تحت إشراف جوزيف شولتز وجان كولا. أنهى دراسته في تريست عام 1910 قبل أن يغادر إلى مدينة نيويورك.
بدأ العمل في نيويورك مع كاس غيلبرت لمدة ثلاثة أعوام، حيث عمل في عدد من المشاريع بما في ذلك التفاصيل المعمارية الخارجية لمبنى وولورث ومستودع أوستن ونيكولز وشركاه في بروكلين. كان لتجربته الأخيرة دور في توسعة فهمة للخصائص الهيكلية والنسيجية للخرسانة.
في عام 1912، بدأ ريموند دراسة الرسم في المدرسة المستقلة للفنون في مبنى لينكولن سكوير آركيد، ولكنه أُرغم على عدم الذهاب في رحلة رسم متجهة إلى إيطاليا وشمال إفريقيا مع بداية الحرب العالمية الأولى. التقى زوجته المستقبلية وشريكته في العمل، نويمي بيرنيسين، وتزوجا في 15 ديسمبر 1914. في مطلع عام 1916، أصبح مواطنًا أمريكيًا، وغير اسمه من أنتونين ريمان إلى أنتونين ريموند.

### العمل مع فرانك لويد رايت
تعرّف ريموند على عمل فرانك لويد رايت للمرة الأولى في الفترة 1908- 1910، عندما اطلع على دراسة صغيرة له، تلاه مجموعة كبيرة من أعمال رايت التي نُشرت في برلين لاحقًا. يروي ريموند في سيرته الذاتية مدى إعجابه هو وزملائه الطلاب بتصاميم رايت: «أعاد رايت صياغة مبادئ البناء، إذ تجاوز التحديات، وحرر التصميم، وصنع انسيابًا للمساحة، ومنح المباني مقياسًا بشريًا ودمجها مع الطبيعة، كل ذلك بطريقة شاعرية وحسية وأصلية تركتنا مندهشين.»
في مايو 1916، وافق فرانك لويد رايت على توظيف ريموند بعد توصية من صديق مشترك. في البداية، عمل ريموند ونويمي مع فرانك لويد رايت على مشروع تاليسين في سبرينغ غرين، ويسكونسن. في عام 1917، تطوع ريموند في قوة استطلاعية أمريكية تابعة لجيش الولايات المتحدة في الخارج. بعد تسريحه من الجيش، عاد إلى نيويورك، حيث أقنعه رايت بالذهاب إلى طوكيو معه للعمل في فندق إمبريال.
بقي ريموند مساعدًا رئيسيًا لرايت لمدة عام واحد، ولكنه سرعان ما شعر بالملل من العمل. أصبح قلقًا إزاء «عدم توافق التصميم مع اليابان ومناخها وتقاليدها وشعبها وثقافتها». علاوة على ذلك، اطلع ريموند على الإمكانيات العظيمة للخرسانة وخلال عمله مع غيلبرت، ولكنه لم ينظر إليها بالطريقة ذاتها، إذ فضّل تغليفها بأعمال الطوب أو حجر الأويا المنحوتة.
اقترح ريموند مواصلة العمل لدى رايت، إلا أنه أُقيل في يناير 1921. في فبراير من العام ذاته، أسس الشركة الأمريكية للهندسة المعمارية والهندسية في طوكيو برفقة ليون ويتاكر سلاك.

## اليابان وفترة ما بين الحربين العالميتين
يمكن ملاحظة تأثر هندسة ريموند المعمارية بأعمال رايت في مبنى جامعة طوكيو للإناث، التي باشرت أعمالها في عام 1924. يشبه سقفها المنخفض والمغطى بالأفاريز المتدلية منازل البراري التي صممها رايت. يُظهر هذا العمل المبكر اهتمام ريموند بالحركة التكعيبية التشيكية وأعمال أوغست بيريت.
بعد تعرض منزله للتدمير في أعقاب زلزال كانتو العظيم، صمم ريموند منزلًا جديدًا، عُرف بمنزل راينانزاكا، في أزابو، طوكيو. رغب بالتحرر من تأثير رايت، ما دفعه إلى استكشاف العلاقات المكانية بين مناطق المعيشة والعمل وتناول الطعام وكيفية إمكان إغلاق المساحات بستائر قابلة للطي. بُني المنزل بأكمله باستخدام الخرسانة التي صُنعت في الموقع. كان عمال ريموند متحمسون لاستخدام لهذه المادة الجديدة، وشبهوها بجدران مخازن كورا التقليدية. كان المنزل نفسه مزودًا بفتحات معدنية وتعريشات فولاذية أنبوبية وسلاسل تصريف مياه الأمطار التقليدية بدلًا من أنابيب مياه الأمطار. تميز الجزء الداخلي كذلك بحداثة تصميمه مقارنة بالبيوت الأخرى المبنية وفقًا للطراز الدولي باستخدام الأثاث المصنوع من الفولاذ الأنبوبي.

### القنصل التشيكوسلوفاكي في اليابان
على الرغم من أن ريموند مواطن أمريكي متجنس في عام 1916، أصبح القنصل الفخري لجمهورية تشيكوسلوفاكيا، ممثلًا حكومة تي جي ماساريك. ساهم ذلك في منحه نفوذًا خارج نطاق مهندس معماري في سنه. من عام 1928 إلى عام 1930، صمم ريموند مباني السفارات الأمريكية والسوفيتية والفرنسية وأعاد تشكيلها. عمل كذلك مع شركة رايسينغ صن بيتروليوم، وصمم 17 منزلًا مقاومًا للزلازل والحرائق للموظفين، ومباني المكاتب العامة، ومقر إقامة المدير ومحطتي خدمة نموذجيتين، استُخدم الفولاذ في بناء إحداهما والأخرى بالخرسانة. شُيّدت جميع تلك المباني وفقًا لطراز دولي حديث.

### إلهام كوربوزييه
أصبح ريموند مهتمًا بعمل المهندس المعماري السويسري لو كوربوزييه منذ أن صمم منزل راينانزاكا. اعترف أن مسيرته المعمارية تأثرت بأفكار لو كوربوزييه منذ عام 1930، وذلك عندما انضم كونيو مايكاوا (الذي عاد لتوه من العمل لدى لو كوربوزييه في مكتبه في باريس لمدة عامين). طبق ريموند أفكار لو كوربوزييه على العمارة اليابانية الشعبية. صمم ريموند لنفسه منزلًا صيفيًا في كارويزاوا، ناجانو مستلهمًا إياه من مخطط لو كوربوزييه السكني غير المبني الذي صممه للسيد اروزيريز. استخدم لو كوربوزييه البناء الخام وسقف الفراشة المبلط في تصميمه، بينما استخدم ريموند الأرز مع قش الصنوبر. على الرغم من تعرّض تصميم ريموند لانتقاد مراجع أمريكي لكونه نسخة من تصميم لو كوربوزييه، شعر الفرنسي بالإطراء والدهشة لدرجة أنه وضع صورته في المجلد الثالث من عمله الذي حمل عنوان العمل الكامل:
يُرجى التأكد من عدم وجود ضغينة بيننا، ولكن كما قلت –ارتكبت خطأ طفيفًا بتجاهلك إرسال ملاحظة لي عندما نشرت صور منزلك في طوكيو، وهو جميل جدًا، بالمناسبة.
مقتطفات من رسالة من لو كوربوزييه إلى أنتونين ريموند، 7 مايو 1935.
في عام 1922، حصل ريموند على موافقة الانضمام إلى نادي طوكيو للجولف وطُلب منه تصميمه عندما انتقل إلى أساكا، سايتاما في عام 1932. كان للعلاقات التي تربطه بلاعب الغولف شيرو أكابوشي دور في إنشاء عدة لجان سكنية.

## وصلات خارجية
- أنطونين رايموند على موقع الموسوعة البريطانية (الإنجليزية)